# 被角血管腫
被角血管腫（ひかくけっかんしゅ、英: angiokeratoma）は、表面に過剰な角化を伴う血管腫（丘疹）の一種。
ダーモスコープを用いると、患部の中の球状に拡張した血管が確認できる。
患部が破裂した場合は出血を伴うこともある。また、レーザー治療も導入されている。

## 病型
皮膚病理発展推進機構においては、5つの病型に分類している。

### 単発性被角血管腫
外傷後の反応として発生。青・黒色。

### ミベリ(Mibelli)被角血管腫
小児や思春期の手足に発生。凍瘡の既往歴がある人に起こることが多い、疣状の丘疹。

### 陰嚢被角血管腫・外陰被角血管腫

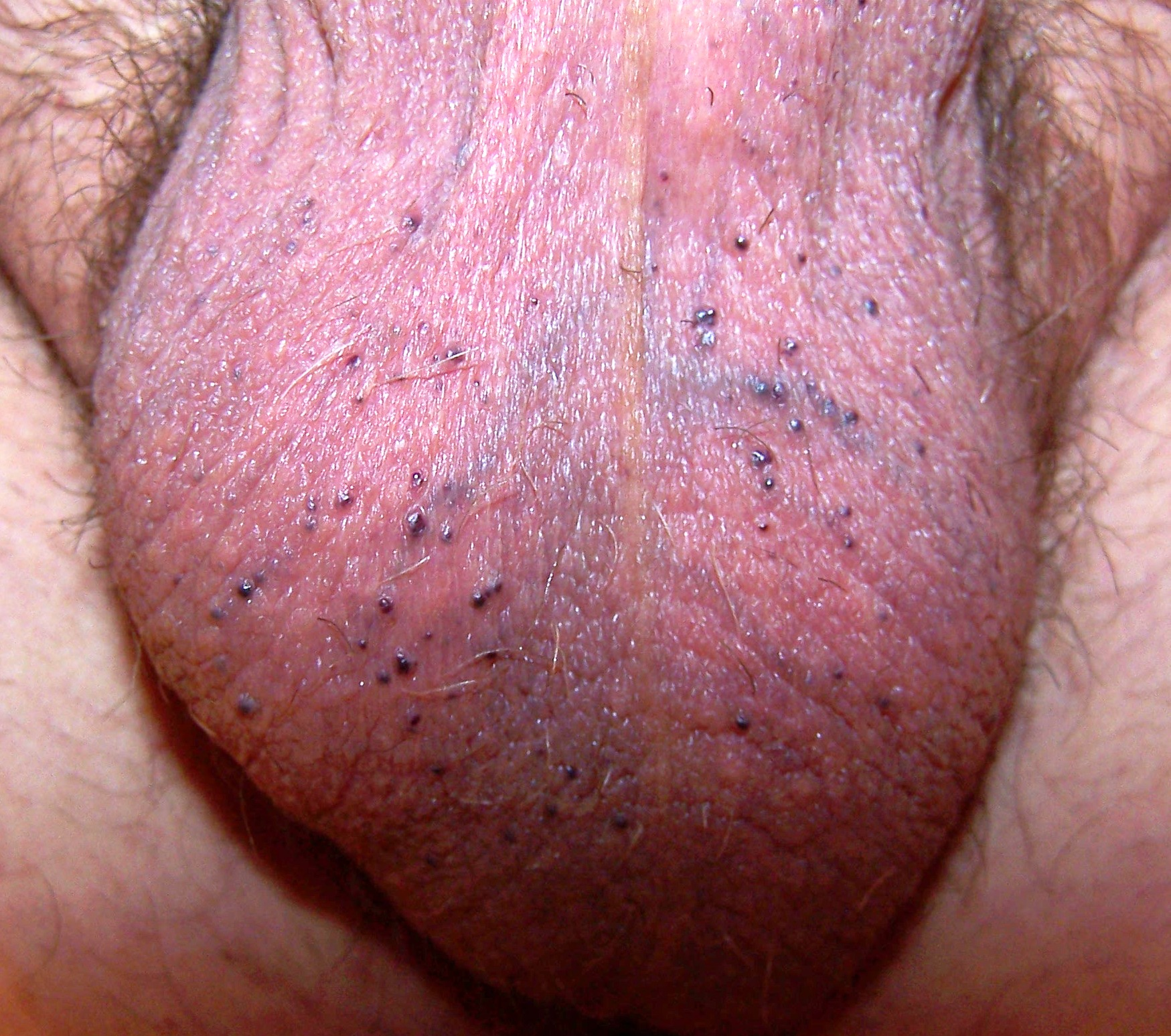
陰嚢被角血管腫

陰嚢被角血管腫（いんのうひかくけっかんしゅ、英: angiokeratoma scroti）は、陰嚢にできる2-30mmほどの暗赤色の良性腫瘍。角質増殖と血管拡張を伴う。30歳以降の男性に発生し、老人性血管腫の一種という説がある。
外陰被角血管腫（がいいんひかくけっかんしゅ、英: angiokeratoma of the vulva）。女性も経年とともに、外陰部に発生することがある。

### 母斑様限局性被角血管腫
（ファブリー）限局性被角血管腫ともいう。出生時に既に発生することも多い、稀なタイプ。列状の丘疹・局面。

### びまん性体幹被角血管腫
ファブリーびまん性体幹被角血管腫ともいう。経年が原因ではなく、α-ガラクトシダーゼAの欠乏による、リソソームの貯蔵障害に起因するものとされる。